# 10carat (BsGirlsのアルバム)
『10carat』（テンカラット）は、2023年8月2日にavex traxから発売されたBsGirlsのアルバム。

## 概要
2023年で結成10年を迎えたBsGirlsがリリースした10周年記念アルバム。
「共に歩み続けてくれたファンと一緒に作り上げたい」という想いからファン投票で選ばれた楽曲（2023年ヴォーカルメンバーによる再収録）が6曲収録されており、さらに新曲として『ドリーマー』と『Dazzling』の2曲、"ハリセンタイム"でお馴染みの『Take Me』、球団応援歌である『SKY』を含めた全10曲（instrumentalを入れて全20曲）が収録されている。
ファン投票はオリックス・バファローズ公式ホームページの投票フォームを通して約1カ月間行われ、歴代の楽曲40曲がエントリーされた。投票結果はBsGirlsの公式SNSで発表された。
| 順位  | 曲名            | リリース年 | 作詞者         | 作曲者 | 備考 |
| ----- | --------------- | ---------- | -------------- | ------ | ---- |
| 第1位 | Big smile       | 2022       | 上村茉冬       | flare  |      |
| 第2位 | Diamond         | 2014       | シシダヤスヒロ | flare  |      |
| 第3位 | GO ALL TOGETHER | 2021       | CHAL           | flare  |      |
| 第4位 | Steady Go!      | 2014       | シシダヤスヒロ | flare  |      |
| 第5位 | HERO            | 2018       | CHAL           | flare  |      |
| 第6位 | SHINE           | 2015       | シシダヤスヒロ | flare  |      |

リリースにあたり白が基調であった2023年シーズン用の衣装とは別に新衣装が作られた。アルバムのテーマカラーである赤と黒を基調としたデザインで、メインカラーが赤の衣装と黒の衣装があり7人ずつに分かれている。アーティスト写真もシーズン中にリニューアルされ、関連グッズとしてアクリルキーホルダー、クリアファイル、カンバッジが販売された。

## 収録曲目

### CD
1. ドリーマー
作詞：上村茉冬、作曲：flare、編曲：flare
2. Dazzling
作詞：上村茉冬、作曲：flare、編曲：flare
3. Take Me（2023 Ver.）
作詞：上村茉冬、作曲：flare、編曲：flare
4. SKY（BsG2023 Ver.）
作詞：MEGA STOPPER、作曲：MEGA STOPPER、編曲：flare
5. Diamond（2023 Ver.）
作詞：シシダヤスヒロ、作曲：flare、編曲：flare
6. Steady Go!（2023 Ver.）
作詞：シシダヤスヒロ、作曲：flare、編曲：flare
7. SHINE（2023 Ver.）
作詞：シシダヤスヒロ、作曲：flare、編曲：flare
8. HERO（2023 Ver.）
作詞：CHAL、作曲：flare、編曲：flare
9. GO ALL TOGETHER（2023 Ver.）
作詞：CHAL、作曲：flare、編曲：flare
10. Big smile（2023 Ver.）
作詞：上村茉冬、作曲：flare、編曲：flare
11. ドリーマー(Instrumental)
作曲：flare、編曲：flare
12. Dazzling(Instrumental)
作曲：flare、編曲：flare
13. Take Me（2023 Ver.）(Instrumental)
作曲：flare、編曲：flare
14. SKY（BsG2023 Ver.）(Instrumental)
作曲：MEGA STOPPER、編曲：flare
15. Diamond（2023 Ver.）(Instrumental)
作曲：flare、編曲：flare
16. Steady Go!（2023 Ver.）(Instrumental)
作曲：flare、編曲：flare
17. SHINE（2023 Ver.）(Instrumental)
作曲：flare、編曲：flare
18. HERO（2023 Ver.）(Instrumental)
作曲：flare、編曲：flare
19. GO ALL TOGETHER（2023 Ver.）(Instrumental)
作曲：flare、編曲：flare
20. Big smile（2023 Ver.）(Instrumental)
作曲：flare、編曲：flare

### DVD
1. 10th Anniversary History Movie

## 関連イベント
2023年7月1日、2日、15日、16日にヨドバシカメラマルチメディア梅田・ヨドバシホールにてリリース記念イベントが開催された。